# Ofimátic
La ofimática es el conjunto de métodos, aplicaciones y herramientas informáticas que se usan en labores de oficina. Su objetivo es perfeccionar, optimizar, mejorar el trabajo y las operaciones relacionadas.
La palabra ofimática es un acrónimo compuesto de la siguiente manera ofi- (oficina) y -mática (informática).
La estructura ofimática abarca desde computadoras, impresoras, escáneres conectados mediante una red de área local hasta teléfonos y equipos de fax.
Las herramientas o medios ofimáticos permiten idear, elaborar, ceder, guardar todas las informaciones necesarias en una oficina y son, entre otros programas:
procesamiento de texto,
base de datos,
hojas de cálculo,
programas de correo electrónico,
suite ofimática,
calculadora,
agendas.
Asimismo, suite ofimática o paquete ofimático es el conjunto de programas informáticos utilizados de forma frecuente en las oficinas.
En la actualidad, el paquete ofimático más dominante en el mercado es el de Microsoft Office, que goza de sus propios formatos para cada uno de sus programas.
La ofimática se desarrolló en la década de los 70, en virtud de la evolución de los equipos electrónicos que comenzaban a incluir microprocesadores. Reemplazaron los métodos y herramientas antiguas por otras más modernas, por ejemplo, la máquina de escribir se sustituye por computadoras y sus procesadores de texto.
Programa	Función principal	Ejemplo de uso práctico
Microsoft Word	Procesador de textos utilizado en la creación de documentos	Redacción de informes académicos (García, 2020, p. 45).
Microsoft Excel	Hoja de cálculo para análisis de datos	Registro financiero y proyecciones (Pérez & Muñoz, 2019, p. 89).
Microsoft PowerPoint	Herramienta de presentaciones	Exposiciones en congresos (Ramírez, 2021, p. 112).